# Route nationale 779
Die Route nationale 779, kurz N 779 oder RN 779, war eine französische Nationalstraße, die von 1933 bis 1973 zwischen Vannes und Camors verlief. Ihre Länge betrug 32 Kilometer.